# Pálóc
Pálóc (szlovákul: Pavlovce nad Uhom) község Szlovákiában, a Kassai kerület Nagymihályi járásában.

## Fekvése
Nagykapostól 7 km-re északra, az Ung bal partján fekszik. Ortó és Tegenye tartozik hozzá.

## Története
A település a 11-12. században keletkezett, első lakói az itteni gyepüt őrző határőrnépek voltak. A 13. században már temploma is volt, az 1332-es pápai tizedjegyzék Vid nevű plébánosát is megemlíti. Pálócot 1334-ben az egri káptalan összeírása említi először „Palouch” néven. A Pálóci család birtoka volt. A család ősei – Túz Pető és fiai – a 14. században várat építettek ide, melynek mára csak falmaradványa maradt. A család tagjai később magas tisztségeket töltöttek be, ispánok, udvarbírók, nádorok és esztergomi érsekek kerültek ki közülük. 1427-ben 37 portát számláltak.
A Pálóciak kihalása után, a 16. század közepétől a ruszkai Dobó család tulajdona. Lakói ekkor nagyrészt földjüket veszített elszegényedett földművesek. Plébániája a reformáció idejéig működött, 1564 körül megszűnt. 1567-ben 17 adózó háztartása volt, közülük 7 egész és 10 fél jobbágytelek. 1588-ban 13 adózó háztartása létezett, 5 egész és 8 fél jobbágytelekkel. 1599-ben 40 lakóház állt a faluban, valamint rajtuk kívül kastély gazdasági épületekkel, templom, plébánia és iskola is található még itt. 1675-ben említik itt Forgách Ferenc udvarházát. A 17. század végén és a 18. század elején a hadi események és járványok miatt a lakosság száma jelentősen csökkent, 1715-ben 21, 1720-ban 17 jobbágy és 2 zsellér háztartás volt a faluban. Ebben az időszakban lakói magyar kálvinisták voltak. Plébániáját csak ez idő tájt, 1721-ben alapították újra. Később a Stanesicz-Horváth családé a település.
A 18. század végén Vályi András így ír róla: „PÁLÓCZ. Magyar falu Ungvár Vármegyében, földes Ura Gróf Barkóczy, és több Uraságok, lakosai többen reformatusok, fekszik Ungvize mellett, Ungvárhoz 3 mértföldnyire, határja ollyan, mint Palyóé, első osztálybéli.”
A 19–20. században a Hadik-Barkóczy családé. 1828-ban 155 házában 1304 lakos élt.
Fényes Elek 1851-ben kiadott geográfiai szótárában így ír a településről: „Palócz, magyar-orosz-tót m. v. Ungh vmegyében, Nagy-Kaposhoz északra 1 mfdnyire: 1079 romai, 251 g. kath., 4 evang., 43 ref., 50 zsidó lak. Kath. paroch. templom. Kastély szép kerttel, sörház; számos gazdasági épületek. Tágas és gazdag határa mindent jól megterem; tava, erdeje van. F. u. nagyobb részt gr. Barkóczy János, aztán Horváth. Ut. p. Ungvár.”
1920-ig Ung vármegye Nagykaposi járásához tartozott.

## Népessége
| Év:            | 1994. | 2004.    | 2014.   | 2024.   |
| -------------- | ----- | -------- | ------- | ------- |
| Emberek száma: | 3924  | 4530     | 4477    | 4663    |
| Eltérés:       |       | +15,44 % | -1,16 % | +4,15 % |

| Év:            | 2023. | 2024.   |
| -------------- | ----- | ------- |
| Emberek száma: | 4652  | 4663    |
| Eltérés:       |       | +0,23 % |

1869-ben 2083, 1880-ban 2106 lakosa volt.
1910-ben 2222-en, többségében szlovák anyanyelvűek lakták, jelentős magyar kisebbséggel.
2001-ben 4382 lakosából 3017 szlovák és 1029 cigány volt.
2011-ben 4403 lakosából 4197 szlovák és 108 cigány volt.

## Nevezetességei
- Keresztelő Szent János tiszteletére szentelt, későbarokk, római katolikus temploma a korábbi gótikus templom helyén áll.
- Tegenye neoklasszicista, görögkatolikus temploma 1892-ben épült.
- A Nepomuki Szent János kápolna 1899-ben készült.

## Neves személyek
- Itt született 1862-ben Hadik-Barkóczy Endre politikus.
- Itt született 1863. november 23-án gróf Hadik János miniszterelnök.
- Itt született 1873-ban Gábler Vilmos nógrádi fényképész.
- Itt született 1927. július 23-án Balla László költő, író.
- Itt született 1930. április 17-én Balla Pál festő.

## Lásd még
- Ortó
- Tegenye